# Кроткая (фильм, 2017)
«Кро́ткая» — фильм-драма Сергея Лозницы, поставленный в 2017 году по мотивам одноимённого рассказа Фёдора Достоевского. Совместное производство Франции, Украины, Германии, Литвы, Латвии, Нидерландов и России.  
Фильм — участник основного конкурса 70-го Каннского международного кинофестиваля.

## Сюжет
Действие фильма происходит в наши дни. Женщине на почте возвращают посылку, посланную ею некоторое время назад мужу, который отбывает срок наказания за преступление, которого он не совершал. Несчастная женщина, глубоко расстроена, решает ехать к мужу, чтобы узнать, что случилось…

## В ролях
| • Василина Маковцева | … | Кроткая                        |
| • Сергей Колесов     | … | сутенёр                        |
| • Дмитрий Быковский  | … | пассажир                       |
| • Лия Ахеджакова     | … | правозащитница                 |
| • Вадим Дубовский    | … | попутчик-певец                 |
| • Сергей Фёдоров     | … | таксист                        |
| • Алиса Кравцова     | … | проститутка                    |
| • Александр Замураев | … | лейтенант полиции              |
| • Роза Хайруллина    | … | попутчица, сестра (две роли)   |
| • Марина Клещёва     | … | содержательница притона        |
| • Светлана Колесова  | … | тюремный надзиратель           |
| • Николай Коляда     | … | бомж                           |
| • Сергей Русскин     | … | Начальник тюрьмы               |
| • Антон Макушин      | … | водитель-полицай               |
| • Борис Каморзин     | … | попутчик                       |
| • Виктор Немец       | … | попутчик                       |
| • Константин Итунин  | … | попутчик                       |
| • Сергей Кошонин     | … | криминальный авторитет         |
| • Валериу Андрюцэ    | … | нетрезвый заключённый          |
| • Елена Нетёсина     | … | девушка с окрашенными волосами |
| • Владислав Васильев | … | Вася                           |

## Съёмочная группа
- Автор сценария — Сергей Лозница
- Режиссёр-постановщик — Сергей Лозница
- Оператор-постановщик — Олег Муту
- Художник-постановщик — Кирилл Шувалов
- Художник по костюмам — Дорота Рокепло
- Звук — Владимир Головницкий
- Монтаж — Даниэлиус Коканаускис
- Продюсеры — Марианн Слот, Карин Леблан, Мария Бэйкер, Марк ван Вармердам, Питер Варнье, Гуннар Дедио, Лев Карахан, Ульяна Ким, Сергей Лавренюк, Сергей Лозница, Валентина Михалёва, Оливье Пере, Галина Семенцова

## Факты о фильме
- Съёмки «Кроткой» проходили в Даугавпилсе (Латвия) в июле-августе 2016 года[6].
- Копродукция: Arte France Cinéma (Франция), Solar Media Entertainment, продюсер Сергей Лавренюк (Украина)[7], LOOKSfilm (Германия), Studio Uljana Kim (Литва), Wild at Art & Graniet Film (Нидерланды) , GP cinema company (Россия) в ассоциации с Wild Bunch, Haut et Court, Potemkine Films, Atoms & Void, Film Angels Studio и при поддержке Eurimages, Aide aux Cinémas du Monde, Aide a la coroduction Franco-Allemande, Centre National du Cinéma et de l’image Animée, Institut Français, Mitteldeutsche Medienförderung, Filmförderungsanstalt, Нидерландского кинофонда, Нидерландского кинопроизводства, Национальный киноцентра Латвии, Рижского кинофонда, Литовского киноцентра, Литовского национального радио и телевидения, Creative Europe Programme — Media of the European Union.
- Бюджет фильма составляет 2 000 000 евро[8].

## Награды и номинации
| Список наград и номинаций            | Список наград и номинаций | Список наград и номинаций | Список наград и номинаций | Список наград и номинаций | Список наград и номинаций |
| Кинопремия                           | Дата церемонии            | Категория                 | Номинант(ы)               | Результат                 | Источник                  |
| ------------------------------------ | ------------------------- | ------------------------- | ------------------------- | ------------------------- | ------------------------- |
| Каннский международный кинофестиваль | 17—28.05.2017             | Золотая пальмовая ветвь   | Кроткая                   | Номинация                 | [ 3 ]                     |
| Азиатско-Тихоокеанская кинопремия    | ноябрь 2017               | Лучший фильм              | Кроткая                   | Номинация                 | [ 9 ]                     |

## Критика
Документалист-фольклорист Лозница доводит свой пафос в описании санкционированного со всех сторон изоляционизма (тюремного рока) до издёвки не над репрессивными силами, но над постперестроечным кино, в которое он вмонтировал мизерабельное формотворчество капитана Лебядкина.
 Однако главным референсом, как говорится, этого фильма-дороги можно назвать «Россию в 1839 году» маркиза де Кюстина. «Кроткая» и есть «Россия в 2017 году».
— Зара Абдуллаева, «Искусство кино» № 4 2017

Фильм подвергся критике за тяжёлую метафору, особенно в череде сновидений, в которой персонажи, с которыми мы встречались во время этого судьбоносного путешествия, начинают петь похвалы существующему режиму. Гротескный аспект этого театрализованного представления действительно тревожит, даже раздражает, но уходит корнями в особую марку «висельного юмора», который процветал в странах бывшего восточного блока.
 Лозница создаёт тихую и почти безмолвную героиню, но так настойчиво, что земля ускользает у неё из-под ног. Мы вместе с ней, в её теле, её стремлениях, её отвращениях, её погружении в ужас.
— Беренис Рейно, «Ощущения кино» 2018

## Ссылка
- A Gentle Creature (англ.). Sergei Loznitsa — Official Website. Дата обращения: 11 января 2024.